# Sofia d'Ungheria (1100-1125)
Sofia d'Ungheria (1100 circa – 1125) fu la figlia primogenita del re Colomanno d'Ungheria e di sua moglie, Felicia d'Altavilla. Suo figlio Saul era l'erede presuntivo del fratello senza figli di Sofia, Stefano II.

## Biografia
Sofia era la primogenita dei tre figli avuti da Colomanno il Bibliofilo il cui nome è stato riportato nelle cronache. Sua madre era Felicia d'Altavilla, la prima moglie di suo padre; poiché il matrimonio dei suoi genitori avvenne nel 1097, Sofia non poteva essere nata prima di quell'anno. Secondo Kristó, «è indubbio» che il suo nome si debba alla sua nonna paterna Sofia. I suoi fratelli Stefano e Ladislao nacquero invece nel 1101.
L'unico dato certo relativo alla vita di Sofia riguarda il nome del figlio, Saul. La Chronica Picta narra che suo fratello, il re Stefano II d'Ungheria, rimasto senza figli, «ordinò la successione al trono in modo che dopo la sua morte regnasse il figlio di sua sorella Sofia, di nome Saul». Secondo la storica Márta Font, nel 1130 circa Saul aveva circa quindici anni, circostanza che implica che sua madre doveva essere nata al massimo nel 1100. Non si conoscono né il nome né la famiglia del marito.

## Ascendenza
|                      |                      |                    | Genitori                |  |  | Nonni |  |  | Bisnonni          |  |  | Trisnonni |  |
|                      |                      |                    |                         |  |  |       |  |  | Béla I d'Ungheria |  |  | Vazul     |  |
|                      |                      |                    |                         |  |  |       |  |  | Béla I d'Ungheria |  |  | Vazul     |  |
|                      |                      | …                  |                         |  |  |       |  |  | Béla I d'Ungheria |  |  |           |  |
| Géza I d'Ungheria    |                      |                    |                         |  |  |       |  |  | Béla I d'Ungheria |  |  |           |  |
|                      |                      | Richeza di Polonia | Miecislao II di Polonia |  |  |       |  |  |                   |  |  |           |  |
|                      |                      | Richeza di Polonia | Miecislao II di Polonia |  |  |       |  |  |                   |  |  |           |  |
|                      |                      | Richeza di Polonia | Richeza di Lotaringia   |  |  |       |  |  |                   |  |  |           |  |
| Colomanno d'Ungheria |                      | Richeza di Polonia |                         |  |  |       |  |  |                   |  |  |           |  |
|                      |                      | …                  | …                       |  |  |       |  |  |                   |  |  |           |  |
|                      |                      | …                  | …                       |  |  |       |  |  |                   |  |  |           |  |
|                      |                      | …                  | …                       |  |  |       |  |  |                   |  |  |           |  |
| Sofia                |                      | …                  |                         |  |  |       |  |  |                   |  |  |           |  |
|                      |                      | …                  | …                       |  |  |       |  |  |                   |  |  |           |  |
|                      |                      | …                  | …                       |  |  |       |  |  |                   |  |  |           |  |
|                      |                      | …                  | …                       |  |  |       |  |  |                   |  |  |           |  |
| Sofia d'Ungheria     |                      | …                  |                         |  |  |       |  |  |                   |  |  |           |  |
|                      | Tancredi d'Altavilla | …                  |                         |  |  |       |  |  |                   |  |  |           |  |
|                      | Tancredi d'Altavilla | …                  |                         |  |  |       |  |  |                   |  |  |           |  |
|                      | Tancredi d'Altavilla | …                  |                         |  |  |       |  |  |                   |  |  |           |  |
| Ruggero I di Sicilia | Tancredi d'Altavilla |                    |                         |  |  |       |  |  |                   |  |  |           |  |
|                      |                      | Fresenda           | Riccardo I di Normandia |  |  |       |  |  |                   |  |  |           |  |
|                      |                      | Fresenda           | Riccardo I di Normandia |  |  |       |  |  |                   |  |  |           |  |
|                      |                      | Fresenda           | …                       |  |  |       |  |  |                   |  |  |           |  |
| Felicia d'Altavilla  |                      | Fresenda           |                         |  |  |       |  |  |                   |  |  |           |  |
|                      |                      | …                  | …                       |  |  |       |  |  |                   |  |  |           |  |
|                      |                      | …                  | …                       |  |  |       |  |  |                   |  |  |           |  |
|                      |                      | …                  | …                       |  |  |       |  |  |                   |  |  |           |  |
| Eremburga di Mortain |                      | …                  |                         |  |  |       |  |  |                   |  |  |           |  |
|                      |                      | …                  | …                       |  |  |       |  |  |                   |  |  |           |  |
|                      |                      | …                  | …                       |  |  |       |  |  |                   |  |  |           |  |
|                      |                      | …                  | …                       |  |  |       |  |  |                   |  |  |           |  |
|                      |                      | …                  |                         |  |  |       |  |  |                   |  |  |           |  |

### Fonti primarie
- Dezső Dercsényi, Leslie S. Domonkos (a cura di), Chronica Picta, Corvina, Taplinger Publishing, 1970, ISBN 0-8008-4015-1.

### Fonti secondarie
- (EN) Márta Font, Koloman the Learned, King of Hungary, Szegedi Középkorász Műhely, 2001, ISBN 963-482-521-4.
- (HU) Gyula Kristó e Ferenc Makk, Az Árpád-ház uralkodói [Sovrani della casata degli Arpadi], I.P.C. Könyvek, 1996, ISBN 963-7930-97-3.
- (EN) Ferenc Makk, The Árpáds and the Comneni: Political Relations between Hungary and Byzantium in the 12th century, traduzione di György Novák, Akadémiai Kiadó, 1989, ISBN 963-05-5268-X.